# Ryukyupercis gushikeni
Ryukyupercis gushikeni is een straalvinnige vissensoort uit de familie van krokodilvissen (Pinguipedidae). De wetenschappelijke naam van de soort is voor het eerst geldig gepubliceerd in 1975 door Yoshino.